# Pave Johannes 1.
Johannes 1., med tilnavnet "den Hellige" (pave 523 — 18. maj 526), var fra Toscana. Hans helbred skrantede, allerede da han blev valgt til den 53. pave.

## Liv og virke
Johannes var pave i en yderst vanskelig tid, idet østgoterkongen Teoderik den Store var regent i Italien, men en overbevist arianer. En tid lod han katolikkerne i fred, men ændrede syn efter to episoder: Det blev afsløret en korrespondance mellem fremstående medlemmer af det romerske senat og Konstantinopel, og på samme tid blev der indført strenge forholdsregler mod anderledestroende under kejser Justinus 1., den første katolik på den østromerske trone i 50 år. Det betød forfølgelse af arianerne i Det østromerske rige. Teoderik tolererede ikke overgreb mod sine trosfæller og truede Justinus med krig, men bestemte sig i stedet for at sende en delegation til Konstantinopel, bestående af fem biskopper og fire senatorer med pave Johannes som deres modvillige leder. Johannes lykkedes i at overtale kejseren til en mildere behandling af arianerne, og dermed undgå represalier mod katolikker i Italien. Hans besøg førte også til forsoning mellem vest- og østkirken efter den dybe splid, der havde skilt dem siden udgivelsen af kejser Zenons Henoticon i 482. Men Teoderik nærede i øgende grad mistro til sine omgivelser, og havde fået pave Johannes' ven Boethius og dennes svigerfar, senatoren Symmachus, henrettet.
Johannes var den første pave, som rejste til Konstantinopel, og under sit ophold kronede han Justinus. Besøget var vellykket, men Teodorik mistænkte derfor også Johannes og Justinus for at konspirere mod ham. Ved sin hjemkomst til Rom sørgede han derfor for at få paven arresteret. Han døde i fangenskab i Ravenna.
Han blev dog begravet i Peterskirken og regnes som en martyr med mindedagen 27. maj.

## Kalenderreformen
Som basis for kalenderen havde man benyttet anno Diokletiani, helt til Johannes 1. gav den lærde abbed Dionysius Exiguus i opdrag at beregne det følgende års påske. Exiguus satte en tabel op for påsken i de følgende 95 år, men erklærede, at han ville bruge anno Domini (= det Herrens år) i stedet for anno Diokletiani, dette med tanke på kejser Diokletians kristenforfølgelser. Dermed indførte Exiguus den tidsregning, der bruges i dag; for frem til hans tid var det Diokletians liv, man havde regnet årstallene ud fra. Abbeden beregnede, at Kristus blev født 531 år tidligere, og kaldte det årstal 1. Nullet var dengang ikke kendt. Man ved ikke, hvordan Exiguus regnede sig frem til Kristi fødsel; og udregningen er helt sikkert forkert. Kristus blev angiveligt født, mens Herodes den Store endnu var i live; og han døde i år 4 f.Kr.